# Fra Dybet
Fra Dybet er en dansk stumfilm fra 1915 med ukendt instruktør.

## Handling
Denne artikel mangler et handlingsreferat. Hjælp os med at skrive det.

## Medvirkende
- Emilie Sannom - Mira
- Alfred Sjøholm - Billedhuggeren Carlo
- Peter S. Andersen - Første alfons
- Emil Skjerne - Anden alfons